# Javier González López
Eduardo Javier González López (Carolina, 15 aprile 1989) è un cestista portoricano.

## Carriera
Con Porto Rico ha disputato i Campionati americani del 2015.